# ۱۹۷۱ (فیلم ۲۰۱۴)
۱۹۷۱ فیلمی است که در سال ۲۰۱۴ منتشر شد.

## خلاصه داستان
داستان در سال ۱۹۷۱ رخ می‌دهد. جایی که یک فرد از اداره اف.بی. آی ایالات متحده چیزی می‌دزدد که مشخص می‌شود که این مدارک می‌تواند فعالیت‌های غیرقانونی این اداره را فاش کند…